# Симпсон, Керри
Керри Симпсон-Данкерс (англ. Kerry Simpson-Dankers; род. 6 ноября 1981) — канадская конькобежка, участница зимних Олимпийских игр 2006 года, бронзовый призёр чемпионата Канады. Выступала за клуб "Melville Speed Skating Club".

## Биография
Керри Симпсон родилась в Йорктоне, но жила с семьёй в Мелвилле. В возрасте 15 лет она переехала в Калгари, где стала тренироваться на Олимпийском овале. С 1998 года стала выступать на чемпионате Канады, но только в декабре 2003 года прошла квалификацию на Кубок мира на дистанциях 500 м и 1000 м после чемпионата Канады по спринту.
В январе 2004 года она смогла подняться на 5-е место в многоборье на Национальном чемпионате и дебютировала на чемпионате мира в спринтерском многоборье в Нагано, где заняла 20-е место. В том же году участвовала на чемпионате мира на отдельных дистанциях в Сеуле и на дистанции 1500 м заняла 22-е место. В 2005 году Керри выиграла Кубок Канады.
В сезоне 2005/06 заняла впервые 3-е место в забеге на 500 м на чемпионате Канады, после чего на спринтерском чемпионате мира в Херенвене заняла вновь 20-е место. В феврале 2006 года участвовала на зимних Олимпийских играх в Турине на дистанции 500 м, заняв 21-е место в итоге.
После года перерыва в январе 2008 года на чемпионате мира в спринтерском многоборье в Херенвене заняла 21-е место, а в феврале одержала победы на чемпионате Северной Америки на дистанциях 500 и 1000 м. В 2009 году заняла 7-е место на дистанции 500 м и 4-е на 1000 м на чемпионате Канады в Ванкувере и участвовала на спринтерском чемпионате мира в Москве, где заняла 25-е место в многоборье. 
В декабре 2009 года Керри последний раз участвовала на чемпионате Канады на отдельных дистанциях и заняла 6-е места в забегах на 500 и 1000 метров. После она завершила карьеру спортсменки.

## Личная жизнь
Керри Симпсон обучалась с 2000 года в Университете Калгари и окончила с отличием в 2010 в степени бакалавра в области кинезиологии. В апреле 2022 года окончила школу бизнеса Смита при Королевском университете в Кингстоне с сертификатом в бизнесе. Керри работала с 2015 по 2018 год в конькобежном спорте Канады координатором программы Long Track и коммуникациям, а в 2018 году в Канадском олимпийском комитете, где была медиа-атташе на Олимпийских играх в Пхёнчхане. В 2020 году была устроена на неполный рабочий день в Международный союз конькобежцев (ISU) в качестве назначенного представителя-добровольца по конькобежному спорту и шорт-треку. С 2018 по настоящее время работает в Университете Калгари менеджером по бизнес-операциям. Летом 2008 года вышла замуж за серебряного призёра олимпийских игр 2006 года, конькобежца Арне Данкерса.